# Usthiax
Pour les articles homonymes, voir Berthier.
Usthiax (de son vrai nom Mathias Berthier), né le 17 février 1977 à Manosque, est un auteur compositeur interprète français.

## Biographie
Usthiax passe son enfance et son adolescence dans les Alpes-de-Haute-Provence, près de Banon. Il obtient son Baccalauréat à Manosque. Il poursuit ensuite des études de lettres à la faculté d’Aix-Marseille, part un an à Montréal où il passe sa licence. De retour à Aix-en-Provence il obtient une maîtrise de Lettres Modernes. Son nom de scène lui a été involontairement donné par un de ses professeurs de faculté qui, cherchant à déchiffrer son nom sur une de ses copies, croit y lire Usthiax Bernier.
Sensibilisé tout jeune à la musique (blues, rock, jazz) par son père multi-instrumentiste (guitare acoustique, basse, banjo, tuba, etc.), il s’imprègne de ces diverses couleurs musicales. Son père lui offre sa première guitare à 9 ans et c’est en autodidacte qu’il se perfectionne sur l’instrument. Adolescent, il commence à écrire quelques chansons et se produit avec différents groupes locaux jouant souvent du rock.
En 2004, il sort un premier album éponyme autoproduit.
En 2005, il sort son deuxième album Écrire à l’envers, toujours autoproduit, qui est gratifié de 3 clés par le journal Télérama. Il tente alors sa chance auprès de CharlÉlie Couture qu’il admire en lui adressant une maquette par mail. Ce dernier le contacte et, à la suite de leur rencontre, Usthiax compose le morceau Eugène le gène qui figurera dans l’album Double Vue de CharlÉlie Couture. Usthiax « ouvre » sur scène pour CharlÉlie Couture sur sa tournée « Double Tour » (2005/2006).
Il collabore parallèlement au travail du plasticien Dimitri Lamouret qui, dans le même temps, réalise les pochettes de ses albums.
En 2006, Usthiax compose la musique du documentaire Autofiction, réalisé par Dominique Gros.
En 2008 paraît son 3e album Bleu Palpitant, produit par Rodolphe Burger. À la suite de cet album, Usthiax effectue de nombreuses premières parties de concert : Jean-Louis Murat Raphael, Moriarty, Emily Loizeau, Rodolphe Burger, CharlÉlie Couture et Dick Annegarn avec lesquels il crée des liens d’amitié.
En 2012, le 17 septembre, la sortie de MMXI, quatrième album d’Usthiax, marque une vraie rupture musicale. Délaissant le folk acoustique et la musique intimiste, Usthiax, avec la complicité de Simon Henner de Nasser, se lance dans l’électro-rock, sans abandonner la qualité de ses textes et le défi de l’écriture.

## Discographie

### Usthiax
1. Feed lot
2. Walou (feat. CharlÉlie)
3. Viens avec moi
4. Puissants et humains
5. Ma montre tique
6. Le conseil de l’ordre
7. Loco
8. Le vent dans le dos
9. Une vie de chien
10. Le signe

### Écrire à l'envers
1. Joli mois de mai
2. Écrire à l’envers
3. Mes belles
4. Lekker in de zonne
5. Les vers
6. Matin blanc
7. Sénégal
8. La sueur

### Bleu palpitant
1. Badiane
2. La chasse à l’ourse
3. Volatiles urbains
4. Bleu palpitant
5. Le mieux pour nous
6. Ballade du mois d’août 75
7. Paris
8. Tounesols vallonnés
9. Jeudi férié
10. Madame
11. Pas non
12. Les vers
13. Mes belles
14. The cross

### MMXI
1. Mes paumes nues
2. Belles photographies
3. Est-ce que ta sœur aime le sexe
4. Narcisse
5. Ça va pas
6. Seed
7. Je pars
8. Le creux du cou
9. Mhmm
10. Je sens mille sangs
11. Poissons de roches

### Liens presse
- Usthiax sous tension électro-rock sur le site de L'Humanité - 12 octobre 2012.
- Usthiax, "Bleu Palpitant" sur le site de Cap-Campus - 3 septembre 2008.
- Artistes en tournée : Usthiax sur le site de b.a.p & b.a.p
- Usthiax, guitare héraut sur le site LaPresse.ca - 14 novembre 2009